# Yūki Kajiura (Fußballspieler)
Yūki Kajiura (japanisch 梶浦 勇輝 Kajiura Yūki; * 2. Januar 2004 in der Präfektur Tokio) ist ein japanischer Fußballspieler.

## Karriere
Yūki Kajiura erlernte das Fußballspielen in der Jugendmannschaft des FC Tokyo. Hier unterschrieb er am 1. Februar 2022 seinen ersten Vertrag. Sein Erstligadebüt gab Yūki Kajiura am 6. Juli 2022 (20. Spieltag) im Heimspiel gegen Hokkaido Consadole Sapporo. Hier stand er in der Startelf und spielte die kompletten 90 Minuten. Tokyo gewann das Spiel 3:0. In seiner ersten Profisaison kam er auf drei Ligaeinsätze. Zu Beginn der Saison 2023 wechselte er auf Leihbasis zum Zweitligisten Zweigen Kanazawa. Am Ende der Saison 2023 belegte er mit Zweigen den letzten Tabellenplatz und musste somit den Weg in die dritte Liga antreten. Für den Verein bestritt er 77 Ligaspiele. Die Saison 2025 wurde er an den Zweitligaaufsteiger FC Imabari verliehen.